# Graham Land
Graham Land là một phần của bán đảo Nam Cực, nằm ở phía bắc của một đường nối mũi Jeremy và mũi Agassiz. Mô tả này của Graham Land là phù hợp với thỏa thuận năm 1964 giữa Ủy ban Đặt tên Nam Cực Anh và Ủy ban Cố vấn Hoa Kỳ về Đặt tên Nam Cực, trong đó tên "Bán đảo Nam Cực" đã được phê duyệt cho bán đảo lớn ở Nam Cực, và các tên Đất Graham và Palmer Land tương ứng cho các phần phía bắc và phía nam.